# Puzur-Istár limmu (Samsi-Adad)
Puzur-Istár az óasszír kor egyik tisztviselője és politikusa. I. Samsi-Adad asszír király 13. uralkodási évében limmu. Neve Samsi-Adad limmu-listáján maradt fenn.
A személy jelentőségét az adja, hogy egy olyan szöveg, amely napfogyatkozás leírásaként értelmezhető, Puzur-Istár limmujával kelteződött. A középső kronológia i. e. 1834 és i. e. 1814 közé helyezi I. Samsi-Adad trónra lépését, Puzur-Istár eszerint i. e. 1821 és i. e. 1801 között lehetett limmu. Ezzel szemben a térségben az egyetlen szóba jöhető napfogyatkozás i. e. 1833. június 24-én volt. (Lásd: Napfogyatkozások az ókori Keleten és Európában.) Bár Mezopotámia területén 1830, 1819, 1818, 1808, 1807, 1805, 1798 és 1795. években is volt észlelhető napfogyatkozás, ezek nem voltak elég hosszúak, vagy teljesek.